# Euryopis episinoides
Euryopis episinoides är en spindelart som först beskrevs av Charles Athanase Walckenaer 1847.  Euryopis episinoides ingår i släktet Euryopis och familjen klotspindlar. Inga underarter finns listade i Catalogue of Life.